# Это не Аватар
«Это не Аватар» (англ. This Ain't Avatar XXX) — американская 3D-порнопародия на фильм Аватар Джеймса Камерона, выпущенная в 2010 году студией Hustler Video. Фильм снят, смонтирован и срежиссирован Акселем Брауном, в главных ролях — актёрский состав во главе с Крисом Джонсоном в роли Джейка, главного героя. Отраслевые обозреватели отметили, что в релизе использовались не современные 3D-технологии, а старые, и обвинили в низком качестве продукции.

## Сюжет
После оригинальных событий Аватара Джейк показывает в видео-блоге, что у На'ви есть более тёмная сторона. После сексуальной ретроспективы, которую показывают моменты в фильме, подразумевающие, что на самом деле произошло, фильм показывает, что происходит после того, как человеческая корпорация покидает Пандору. На'ви оказываются «фетишистскими сексуальными злодеями», которые устраивают массовую оргию после ухода корпорации, а затем раскрывают свою истинную цель удержания людей в повороте сюжета.

## В ролях
- Эван Стоун — Кварич (Quaritch)
- Крис Джонсон — Джейк
- Никки Хантер — Грейс
- Даника Диллан — Труди
- Эрик Суисс — Норм
- Мисти Стоун — Нейтири
- Лексингтон Стил — Цу’Тей (Tsu’tey)
- Шанель Престон — Мо’ат (Mo’at)
- Джуэлз Вентура — рабыня

Крис Джонсон был выбран «Джейком», в основе которого — главный герой оригинального фильма «Аватар». Никки Хантер сыграла «Грейс», человеческого гида Джейка по На’ви. Эрик Суисс — «Норм», ещё один человек-исследователь Панворы. Мисти Стоун сыграла роль любовного увлечения Джейка в На’ви, а Лексингтон Стил и Шанель Престон были выбраны в качестве лидеров племени На’ви.

## Список сцен
1. Даника Диллан, Эван Стоун
2. Никки Хантер, Эрик Суисс
3. Никки Хантер, Крис Джонсон
4. Мисти Стоун, Крис Джонсон
5. Шанель Престон, Джуэлз Вентура, Мисти Стоун, Крис Джонсон, Дейл Дабоун, Лексингтон Стил

## Производство
Серия порнопародий была первоначально предложена как шутка Акселем Брауном, будущим режиссёром фильма. Затем Hustler опубликовал пресс-релиз с серией фейковых пародийных фильмов (в том числе на «Хор» и FOX News); один из перечисленных фильмов был пародией на «Аватар», и Hustler с Брауном начали серьезные переговоры о создании порно-версии «Аватара». В марте 2010 года Hustler объявил, что Браун будет официальным режиссёром фильма.
Hustler привлёк Марка Стара для написания сценария, в котором он предложил идею о том, чтобы действие фильма происходило после событий оригинального «Аватара», и чтобы секс-сцены демонстрировались посредством видеозаписей, снятых до и во время событий оригинального фильма. Чтобы избежать путаницы с тем, что он фактически является частью вселенной Аватара Джеймса Кэмерона, имена многих объектов во Вселенной немного изменены, чтобы спародировать оригинальный «Аватар». На'ви упоминаются как На'би, планета Пандора была переименована в Panwhora, унобтаний  переименован в виагратаний.
Чтобы снять 3D-эпизоды, Hustler связался со сторонней компанией, обладающей опытом в области 3D-технологий, чтобы обучить персонал и арендовать оборудование. Режиссёр изо всех сил пытался маневрировать 3D-камерами во время некоторых эпизодов, но Браун был доволен конечным результатом. Чтобы добиться эффекта, похожего на синих На'ви из «Аватара», визажисты использовали галлоны синей краски на актрисах, играющих На'би. Чтобы имитировать инопланетный характер персонажей, к лицам исполнителей были прикреплены протезы. Съёмки были завершены в конце июня 2010 года.
В сентябре 2010 года Hustler выпустил трейлер уникальной текстуры и 3D-эффектов фильма.

## Критика
Рецензент издания X-Critic Дон Хьюстон отметил, что видео «использовало устаревшую систему красно-синих анаглифов», что «далеко не соответствует ожиданиям поклонников». Он назвал стандартную версию «настолько темной, что даже попытка различить, что происходит, была отрывочной», а 3D-версию «повреждённой», в которой компоненты с красным и синим оттенками выпадают из синхронизации во время видео, «убивая эффект». Критик дал фильму крайне негативную рецензию, описав как «дешёвый и написанной на крышке спичечного коробка», «технические аспекты» — как «плохо обработанные».
Обозреватель JLB, автор и редактор IAFD, объявил, что релиз «разочаровал» его, сказав, что он «походит на ленивую, усеченную версию чрезвычайно популярного фильма Джеймса Кэмерона». Он также  крайне негативно отозвался о техническом качестве видео, сказав, что «3D-версия — это просто устаревшая красно-синяя система анаглифов, и она расклеивается в средней точке — вероятно, побочный продукт неспособности Брауна правильно снимать с использованием 3D-оборудования», и что стандартная версия «настолько темна, что она почти полностью запутывает действие».

## Носители
Фильм был выпущен 28 сентября 2010 года на DVD и Blu-ray и считается «первым фильмом для взрослых, созданным специально для 3D-телевизоров».

## Награды
- 2010 Venus Award — Special Jury Award Movie and Film[9]
- 2011 AVN Awards — лучший 3D-релиз[10]
- 2011 XBIZ Awards — лучшая арт-режиссура[11]
- 2011 XBIZ Awards — маркетинговая кампания года[11]

## Сиквелы
В связи с большим успехом фильма режиссёр в 2012 году снял продолжение под названием This Ain't Avatar XXX 2 – Escape from Pandwhora. В картине снялись Адриана Сефора, Билли Глайд, Брэд Тайлер, Крис Джонсон, Келли Хеллфайр, Миа Лелани, Рэйчел Рокс, Виктория Лоусон и Юризан Белтран.